# Penetanguishene
Penetanguishene, às vezes encurtada para Penetang, é uma pequena cidade no condado de Simcoe, na província de Ontário no Canadá. Está localizada na ponta sudeste da Baía Georgiana. Incorporada em 22 de fevereiro de 1882, esta comunidade bilíngue (francês e inglês) tem uma população de 8.962 habitantes de acordo com o censo canadense de 2016.
Acredita-se que o nome Penetanguishene venha das palavras Wyandot ou Abenaki da língua Ojibwe, significando "terra das areias brancas onduladas".